# Parotocinclus bahiensis
Parotocinclus bahiensis är en fiskart som först beskrevs av Miranda Ribeiro, 1918.  Parotocinclus bahiensis ingår i släktet Parotocinclus och familjen Loricariidae. Inga underarter finns listade i Catalogue of Life.